# Robert W. Smith (historien)
Pour les articles homonymes, voir Robert Smith.
Robert W. Smith (1926-) est un historien des sciences canadien.

## Carrière
Smith est spécialiste de l'histoire et des lettres classiques à l'université de l'Alberta et il dirige le programme Science, technologie et société de la Faculté des arts. Il étudie l'histoire de la grande science, en particulier la technologie américaine et l'histoire des vols spatiaux. Il a écrit The Space Telescope: A Study of NASA, Science, Technology and Politics et il a co-édité Reconsidering Sputnik: Forty Years After the Soviet Satellite. Il a été Walter Hines Page Fellow au National Humanities Center de Caroline du Nord en 1993-1994. Il a occupé la chaire Charles A. Lindbergh en histoire aérospatiale (en) au US National Air and Space Museum, Smithsonian Institution au cours de l'année universitaire 2006-07. Il s'intéresse à la technologie et à la politique du télescope spatial James Webb.

## Distinctions
En 2020, il reçoit le prix LeRoy E. Doggett pour son histoire du télescope spatial Hubble et du projet de télescope spatial James Webb.
En 1990 il est lauréat du prix Watson Davis et Helen Miles Davis décerné par la History of Science Society, pour son livre The Space Telescope: A Study of NASA Science, Technology, and Policy (Cambridge: Cambridge University Press, 1989).

## Publications
- Robert W. SMITH, « A National Observatory Transformed : Greenwich in the Nineteenth Century », Journal for the History of Astronomy 22 (1991), 5-20.